# Ер (Сена)
Ер (фр. Eure) је река у Француској. Дуга је 229 km. Улива се у Сену. 